# Карайсы (Мелеузовский район)
Карайсы, устар. Карайсино, Карайсина — упразднённая деревня Корнеевского сельсовета Мелеузовского района.

## География
Находилась на правом берегу реки Ашкадар.
По данным на 1969 год расстояние до:
- районного центра (Мелеуз): 45 км,
- центра сельсовета (Даниловка): 6 км,
- ближайшей ж/д станции (Салават): 30 км.

## История
По данным на 1926 год д. Карайсина входила в Калкашевскую волость Стерлитамакского кантона, находилась в 30 верстах от центра волости — села Стерлибашево. Проживали по переписи 1920 года преимущественно башкиры, всего 276 человек (112 мужчин, 164 женщины).
Официально закрыта в 1979 году. Указ Президиума ВС Башкирской АССР от 29.09.1979 № 6-2/312 «Об исключении некоторых населённых пунктов из учётных данных по административно-территориальному делению Башкирской АССР» гласил:

Президиум Верховного Совета Башкирской АССР постановляет: 

В связи с перечислением жителей и фактическим прекращением существования исключить из учётных данных по административно-территориальному делению Башкирской АССР следующие населённые пункты
по Мелеузовскому району (Корнеевский сельсовет):

деревни Бобринка, Карайсы, Краснояр, Потешкино

## Население
В 1896 году — 285 человек; по переписи 1920 года проживали преимущественно русские, всего 229 человек (100 мужчин, 129 женщин).
По данным на 1969 год проживало 83 человека, преимущественно русские.